# 中國兒童銀行
中國兒童銀行是一家不存在的銀行，它出现在一款用作教學及遊玩用途的非法仿真道具钞票上。但是由於其設計太似人民幣，因此逐渐被騙徒使用。此款鈔票2014年5月曾在長春市出現，并已於2015年流通至湖南株洲和沈阳等地。